# مرصد المدار الفلكي 2
مرصد المدار الفلكي 2 (بالإنجليزية: Orbiting Astronomical Observatory 2)‏ (OAO-2) هو مرصد فضائي أُطلق في 7 ديسمبر من عام  1968 عن طريق صاروخ Atlas-Centaur. في هذا المرصد الفلكي رُصدت منهُ الأشعَّة الفَوق بنفسجيَّة الآتية من الشَّمس والمَجرَّات مُنذ اطلاقه في عام 1968 إلى 1972 مُتجاوزًا بذلك العُمر الذي توقَّعهُ العلماء للمَرصد بأنَّه سيعمَل فقط لمدةِ سنةٍ واحدة.